# Oliver Colvile
Oliver Newton Colvile (né le 26 août 1959) est un homme politique britannique. Il est député conservateur de Plymouth Sutton & Devonport de 2010 à 2017.

## Jeunesse
Le père de Colvile est officier dans la Royal Navy pendant plus de trente ans, son grand-père est le premier lieutenant de la caserne navale de Plymouth, tandis que son oncle est un officier des Royal Marines qui sert à Stonehouse. Colvile dit que son intérêt pour la politique a pris racine alors qu'il était à l' école Stowe, fasciné par la façon dont une idée pouvait devenir une loi ou une politique pour protéger les libertés civiles, pour améliorer la liberté des gens et pour la jouissance de la vie. Il rejoint le Parti conservateur à l'âge de 21 ans, travaillant pour des ministres et des députés d'arrière-ban.

## Carrière politique
Colvile se présente sans succès dans la circonscription de Plymouth Sutton aux élections générales de 2001 et 2005, perdant les deux fois face à la députée travailliste Linda Gilroy. Colvile remporte son siège successeur, Plymouth Sutton et Devonport, aux élections générales de 2010 avec une majorité de 1 149 voix et 34,3 % des suffrages exprimés, battant Gilroy . Il conserve le siège aux élections générales de 2015 avec une majorité réduite de 523 voix. Colvile est nommé par Conservative Home comme faisant partie d'une minorité de députés d'arrière-ban conservateurs fidèles à n'avoir voté contre le gouvernement lors d'aucune rébellion importante .
Colvile perd son siège aux élections générales de 2017 au profit de Luke Pollard du Parti travailliste.
Il est membre du Comité spécial des affaires d'Irlande du Nord de juillet 2010 à juillet 2016), Secrétaire Privé Parlementaire (SPP) auprès des ministres au Ministère de la Défense et SPP du secrétaire d'État pour l'Irlande du Nord (de juillet 2016 à juin 2017).
Colvile est en faveur du maintien de la Grande-Bretagne dans l'Union européenne lors de la campagne référendaire de 2016 .